# Gesetz zur Trennung von Kirche und Staat (Frankreich)

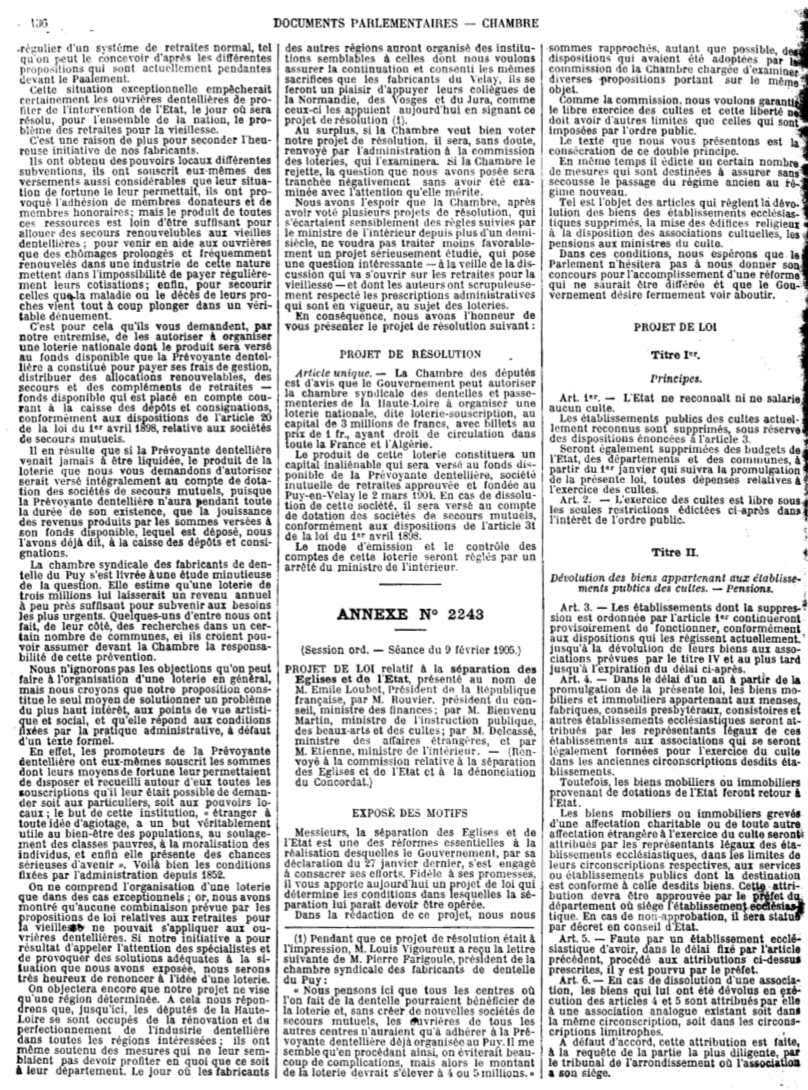
Erste Seite des Gesetzentwurfs von 1905

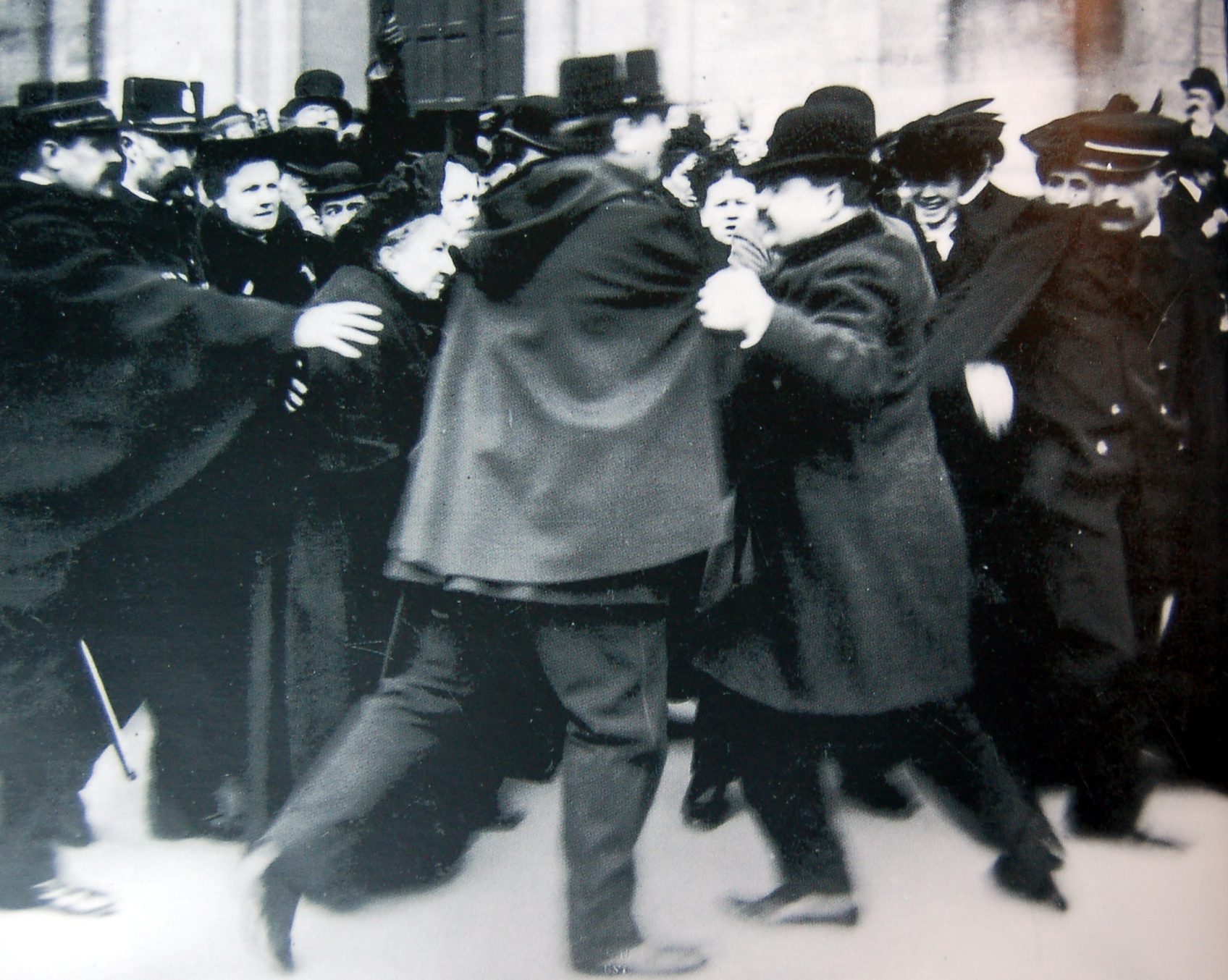
Unruhen 1904 vor Notre Dame.

Das Gesetz zur Trennung von Kirche und Staat (französisch Loi relative à la séparation des Eglises et de l’Etat) führte im Jahr 1905 den Laizismus in Frankreich ein.
Es gilt nicht in den während der Verabschiedung des Gesetzes deutschen Gebieten in Elsass-Lothringen (Alsace-Moselle), ebenso wenig in den Überseegebieten Französisch-Guayana, Französisch-Polynesien, Neukaledonien, Mayotte, Saint-Pierre-et-Miquelon und Wallis und Futuna.

## Hintergrund
In der Dritten Französischen Republik war es wiederholt zu innenpolitischen Spannungen gekommen, weil mächtige konservativ-restaurative Kräfte in der französischen Gesellschaft der republikanisch-demokratischen Staats- und Gesellschaftsform grundsätzlich skeptisch gegenüberstanden. Sie erstrebten einen konservativ-autoritären Umbau des Staates, bis hin zur Wiedereinführung der Monarchie. Besonderen Rückhalt hatten diese Kräfte in Militärkreisen, im Adel, bei radikalisierten Kleinbürgern und Teilen der katholischen Kirche. Eine extreme Ausprägung erhielten diese Ideen durch die Action française, die monarchistisch, antidemokratisch und antiparlamentarisch, nationalistisch, militant katholisch, deutschfeindlich und antisemitisch orientiert war.
Ein Ausdruck des Kampfes zwischen den konservativ-antiparlamentarischen Kräften und den Anhängern der parlamentarisch-demokratischen Republik war die Dreyfus-Affäre, die von 1894 bis 1905 das Land erschütterte. Die Affäre endete schließlich mit der vollständigen Rehabilitierung des zu Unrecht verurteilten Hauptmanns Dreyfus und damit mit einem Sieg der republikanischen Seite.
1902 hatte im Gefolge dieser Affäre die politische Linke die Parlamentswahlen gewonnen. Von den Radikaldemokraten wurde insbesondere die katholische Kirche als Feind der Republik angesehen. Die bürgerlichen Liberalen kritisierten insbesondere ihre antimodernistische Haltung. Außerdem bestand in Frankreich eine lange Tradition des Antiklerikalismus, der schon auf die Zeit der Aufklärung und der Französischen Revolution zurückging. Die neue Regierung fasste den Entschluss, endgültig den Einfluss der Kirchen auf die Gesellschaft und insbesondere das Erziehungswesen zu beschränken. Die führenden Personen bei diesen Bestrebungen waren Aristide Briand, Émile Combes, Jean Jaurès, Georges Clemenceau und Francis de Pressensé. In einer Reihe von Gesetzen wurde das Verhältnis von Kirche und französischem Staat neu geregelt:
- Bereits 1901 zwang das noch von der Vorgängerregierung erlassene französische Vereinsgesetz alle Klöster, Orden und Kongregationen päpstlichen Rechts, sich der Autorität eines französischen Bischofs zu unterstellen; exemte Gemeinschaften, die unmittelbar dem Papst unterstellt waren, mussten sich im Oktober 1901 auflösen oder Frankreich verlassen.
- Juli 1902: Schließung der ca. 3000 nicht staatlich genehmigten kirchlichen Schulen. Dies führte zu heftigen öffentlichen Protesten – 74 Bischöfe unterzeichneten eine „Protestation“. Daraufhin stellte die Regierung die Besoldung von Bischöfen ein.
- März 1903: Auflösung aller männlichen Ordensgemeinschaften; zahlreiche Ordensbrüder und Ordenspatres finden Zuflucht in „Ausweichklöstern“ im Ausland und in französischen Kolonien.
- Juli 1903: Auflösung aller weiblichen Ordensgemeinschaften
- 7. Juli 1904: Verbot der Neugründung von Ordensgemeinschaften

Am 9. Dezember 1905 wurde schließlich das Gesetz zur Trennung von Kirche und Staat verabschiedet. Dieses Gesetz etablierte in Frankreich das heute noch geltende Prinzip des Laizismus, d. h. der vollständigen Trennung von Kirche und Staat. Das Gesetz galt zwar vor allem der katholischen Kirche, doch wurden aus Gründen der Neutralität in diese Regelung die anderen Konfessionen und Religionsgemeinschaften einbezogen.
Die Gesetze wurden von Pius X. in der Enzyklika Vehementer nos verdammt und verschlechterten für viele Jahre das Verhältnis der französischen Republik zur katholischen Kirche. Zum Teil konnten die Gesetze nur gegen den erheblichen Widerstand kirchentreuer Bevölkerungsteile durchgesetzt werden. Am 28. Juli 1904 kam es zum Abbruch der diplomatischen Beziehungen zwischen Frankreich und dem Heiligen Stuhl. Sie wurden erst 1921 wieder aufgenommen.
Es gibt seither keine staatliche Finanzierung der Kirche oder anderer Religionsgemeinschaften. Alle vor 1905 gebauten sakralen Gebäude, insbesondere die Kirchen, sind öffentliches Eigentum und werden vom Staat unterhalten. Auch wurde der Religionsunterricht an staatlichen Schulen abgeschafft. Damit werden die in der Regel älteren katholischen Kirchengebäude der größten Konfession staatlich unterhalten, diejenigen der anderen christlichen Konfessionen und der anderen Religionen nicht. Eine Ausnahme bilden das Gebiet des damals zum deutschen Kaiserreich gehörende Elsass-Lothringen, in dem es noch heute Religionsunterricht an staatlichen Schulen gibt, Französisch-Guyana, Französisch-Polynesien und Neukaledonien. Schon 1901 hatte ein neues Vereinsgesetz bestimmt, dass Ordensgemeinschaften die mit strengen Auflagen verbundene Anerkennung als Verein beantragen mussten, was in den Jahren unter Combes immer schärfer umgesetzt bzw. letztlich fast allen Gemeinschaften verweigert wurde. 1902 wurden etwa 3000 kirchlich geführte Schulen geschlossen. Ab Juli 1904 durften Ordensmitglieder überhaupt nicht mehr als Lehrer arbeiten, Kruzifixe und religiöse Symbole wurden aus öffentlichen Gebäuden wie Schulen oder Gerichten entfernt. Mit dem Gesetz von 1905 kündigte die französische Regierung auch das Konkordat, das 1801 Napoleon mit dem Vatikan geschlossen hatte. Ausgeschlossen vom generellen Verbot der staatlichen Förderung von Religion ist die Anstaltsseelsorge («aumôneries»), wobei auf die Verwirklichung der Religionsfreiheit hingewiesen wird (Art. 1 Abs. 2 des Trennungsgesetzes von 1905). Dazu gehört auch die Militärseelsorge, die zunächst auf katholische, protestantische und jüdische Militärgeistliche beschränkt war. 2005 wurde sie durch eine islamische Militärseelsorge ergänzt.
Vor dem Hintergrund des Laizismus im staatlichen Schulwesen ist z. B. auch der Streit über das Tragen von Kopftüchern an französischen Schulen zu sehen, der 2005 zu der Bestimmung führte, dass Schüler im Unterricht keine religiös geprägte Kleidung oder deutliche religiöse Symbole tragen dürfen.
Axel von Campenhausen weist darauf hin, dass „Religionsgemeinschaften, insbesondere die römisch-katholische Kirche und der Islam“, auf vielfältige Weise gefördert werden. Die Rechtslage beruhte auf Ministerialerlassen, Dekreten und Gerichtsentscheidungen und sei in den Einzelheiten extrem unübersichtlich und widersprüchlich. Deshalb bedürften Maßnahmen umständlicher Rechtfertigung im Einzelfall.

## Bedeutung
Frankreich ist seit dem Gesetz zur Trennung von Kirche und Staat laizistisch, was auch in Artikel 1 der Verfassung der Fünften Französischen Republik von 1958 festgehalten wird. Im Unterschied etwa zu Deutschland sind Kirchen und Glaubensgemeinschaften privatrechtliche Vereine, keine Körperschaften des öffentlichen Rechts, es gibt keinen Religionsunterricht an den öffentlichen Schulen, der Staat verbietet das Tragen religiöser Symbole in den Schulen, er zieht für die Kirchen keine Kirchensteuer ein (sie finanzieren sich anderweitig) und die Kirchen haben keinen Sitz in Rundfunkräten. Gleichwohl werden in Frankreich zahlreiche private Schulen unterhalten, deren Träger die katholische Kirche ist und in denen mehr als 20 % der französischen Schüler unterrichtet werden.